# Tlstý javor (sedlo)
Tlstý javor je horské sedlo o nadmořské výšce 1015 m v hlavním hřebeni Veporských vrchů.
Leží mezi vrchy Tlstý javor a Dlhý grúň (1 061,2 m n. m.). Jižní svahy sedla jsou sběrnou oblastí Rimavice, Čierného Hronu a Kamenistého potoka.
Sedlem prochází silniční spojnice silnice II. třídy číslo 529, která spojuje Brezno s Hriňovou a červeně značená turistická trasa Rudné magistrály, vedoucí z osady Hronček na Klenovský Vepor.
V sedle je autobusová zastávka a hřbitov padlých vojáků v 2. světové válce.